# Archibald Alison, 2. Baronet
Sir Archibald Alison, 2. Baronet (* 21. Januar 1826 in Edinburgh; † 5. Februar 1907 in London) war ein britischer General, der unter anderem zwischen Februar und Mai 1878 Kommandant des Staff College Sandhurst sowie von 1883 bis 1889 Oberkommandierender des Aldershot District Command war.

## Leben

### Familiäre Herkunft und militärische Laufbahn
Alison war der Sohn des Juristen und Historikers Archibald Alison, der am 25. Juni 1852 zum 1. Baronet of Possil House in the County of Devon erhoben wurde, und dessen Ehefrau Elizabeth Glencairn Tytler. Seine Schwester Ella Frances Catherine Alison war in erster Ehe von 1854 bis zu dessen Tod 1859 mit Robert Cutlar Fergusson, 18. of Craigdarroch, sowie zwischen 1861 und dessen Tod 1893 mit Lieutenant-General James Charlemagne Dormer verheiratet.
Alison selbst begann nach dem Schulbesuch ein Studium an der University of Glasgow und trat 1846 als Ensign des 72nd (Duke of Albany’s Own Highlanders) Regiment of Foot in die British Army ein. Er wurde am 11. September 1849 zum Lieutenant befördert und danach mit seinem Regiment nach Barbados sowie 1851 nach Nova Scotia versetzt, wo er am 11. November 1853 zum Captain befördert wurde. Im Mai 1855 traf er in Russland ein, um am Krimkrieg teilzunehmen. Im Juni 1855 diente er bei der Highland Brigade bei der Belagerung von Sewastopol. 1856 erfolgte seine Beförderung zum Major und als solcher wurde er 1857 während des Sepoy-Aufstandes militärischer Sekretär von Lieutenant-General Sir Colin Campbell, dem Oberbefehlshaber in Britisch-Indien. Während dieser Zeit verlor er bei der zweiten Belagerung von Lucknow 1857 seinen linken Arm.
Nach seiner Rückkehr nach Großbritannien wurde Alison am 24. März 1858 zum Lieutenant-Colonel befördert und am 1. März 1861 zum Companion des Order of the Bath ernannt. Er war zwischen 1862 und 1864 Assistent des Generaladjutanten des Generalinspekteurs der Infanterie. Anschließend fand er von 1864 bis 1867 Verwendung als Assistent des Generaladjutanten im Süd-West-Militärbezirk (South Western District) und wurde zuletzt am 17. März 1867 zum Colonel befördert. Beim Tod seines Vaters erbte er am 23. Mai 1867 dessen Adelstitel als 2. Baronet.
Nachdem er 1870 Assistent des Generaladjutanten im Aldershot Command wurde, war er im Brevet-Rang eines Brigadiers zwischen 1873 und 1874 Kommandeur einer Brigade an der Westküste Afrikas im Dritten Aschanti-Krieg, die unter dem Oberbefehl von General Garnet Wolseley standen, der zugleich Gouverneur der Goldküste war. Alison gehörte zu den 35 Offizieren die Wolseley für diesen Einsatz ausgewählt hatte und die später den sogenannten Ashanti-Ring bildeten (Die Gruppe erlangte durch gegenseitige Unterstützung einen bedeutenden Einfluss auf die viktorianische British Army und übernahm bis zum Ende des Jahrhunderts die führenden Positionen). Zugleich wurde er am 22. Dezember 1873 Mitglied des Legislativrates für die Besiedlung der Goldküste. Während des dritten Ashanti-Krieges nahm er am 29. Januar 1874 an der Schlacht bei Amoaful, der Eroberung von Bekwai sowie der Eroberung von Kumasi teil. Nach seiner Rückkehr wurde er am 16. Oktober 1874 Nachfolger von Colonel James Maurice Primrose als stellvertretender Generaladjutant in Irland. Am 31. März 1874 wurde er zum Knight Commander des Order of the Bath (KCB) erhoben.

### Aufstieg zum General

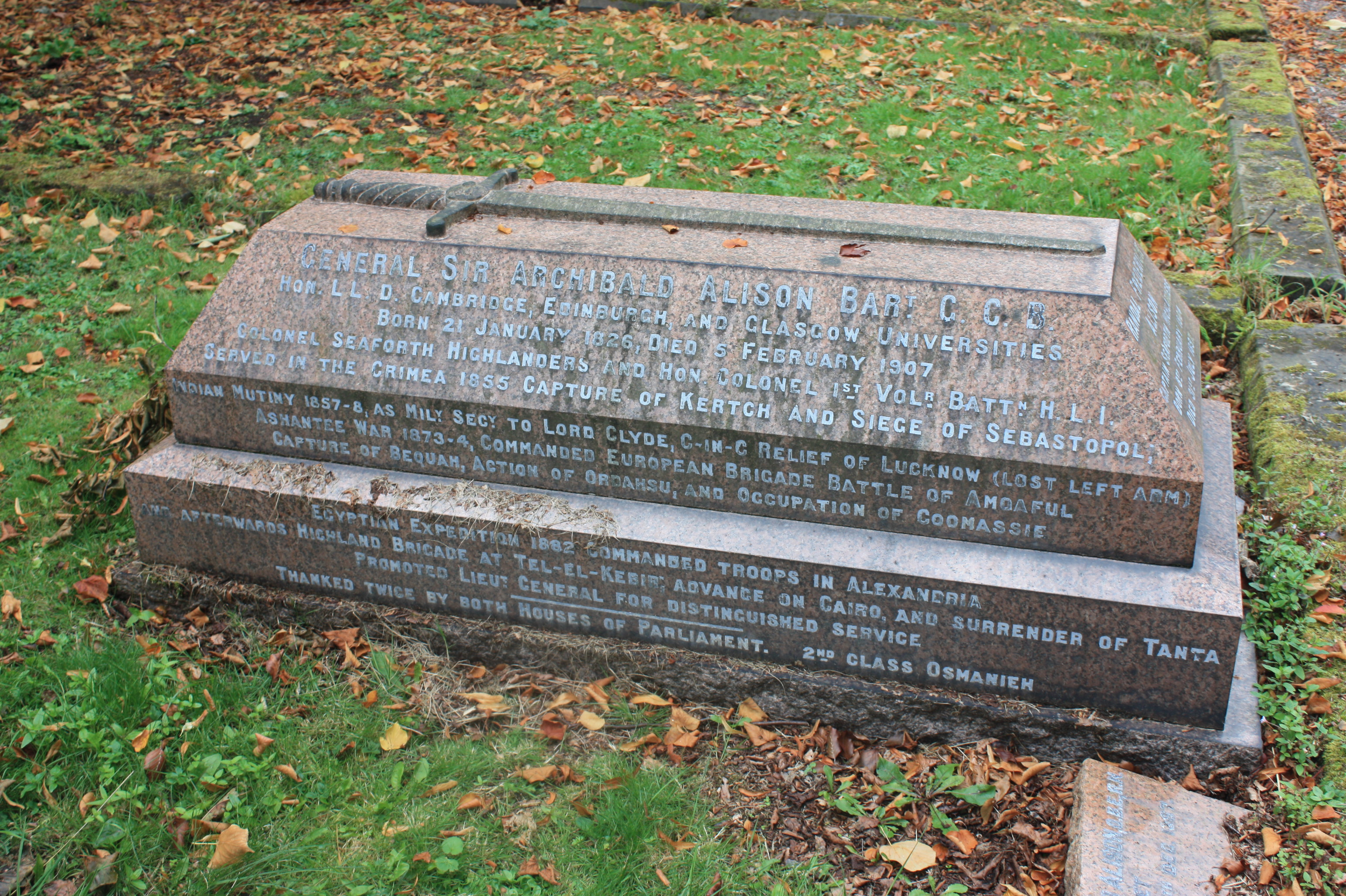
Grab von Sir Archibald Alison, 2. Baronet, auf dem Dean Cemetery in Edinburgh

Alison, der mit Wirkung zum 1. Januar 1878 zum Major-General befördert wurde, wurde im Februar 1878 Nachfolger von Major-General Edward Bruce Hamley als Kommandant des Staff College Sandhurst. Er gab diesen Posten allerdings bereits drei Monate später im Mai 1878 an Major-General Charles Creagh-Osborne, während er selbst als Nachfolger von Lieutenant-General Patrick Leonard MacDougall stellvertretender Generalquartiermeister für den Nachrichtendienst wurde.
Zur Niederschlagung des Urabi-Aufstandes entsandte die britische Regierung 1882 eine Streitmacht unter Wolseley nach Ägypten. Alison kommandierte im daraus entstandenen Anglo-Ägyptischen Krieg die Highland Brigade. Diese gehörte zu der von Lieutenant-General Edward Bruce Hamley kommandierten 2. Infanteriedivision, so dass er indirekt abermals Lieutenant-General Garnet Wolseley unterstand. Alison nahm an der Schlacht von Tel-el-Kebir am 13. September 1882 teil, bei der die ägyptische Armee vernichtend geschlagen wurde. Nach dem Feldzug, der die britische Herrschaft in Ägypten begründete, wurde Alison 1882 zum außerplanmäßigen lokalen Lieutenant-General (Supernumerary/Local Lieutenant-General) befördert und zum Kommandeur einer Armee der britischen Streitkräfte in Ägypten (Egypt Command) ernannt.
Alison kehrte 1883 nach Großbritannien zurück und übernahm am 1. August 1883 als Nachfolger von General Daniel Lysons den Posten als Kommandeur (General Officer Commanding) des Aldershot District Command, das zu den Heimattruppen gehörte. Im Februar 1885 übernahm er kommissarisch das traditionsreiche Amt des Generaladjutanten der Streitkräfte (Adjutant-General to the Forces), da der Amtsinhaber General Wolseley das Kommando über die Gordon Relief Expedition in Ägypten übernahm. Am 1. April 1887 erfolgte seine Beförderung zum Lieutenant-General. Als Kommandeur des Aldershot District Command wurde er am 1. Januar 1889 von Lieutenant-General Evelyn Henry Wood abgelöst. Des Weiteren war er seit dem 25. Juli 1883 Honorary Colonel des 5th Lanarkshire Rifle Volunteer Corps. Daneben wurde er 1886 Mitglied einer Königliche Untersuchungskommission für Rüstungsgeschäfte.
Am 21. Juni 1887 wurde er zum Knight Grand Cross des Order of the Bath (GCB) erhoben. 1889 wurde Alison zum General befördert. Am 21. Januar 1893 schied er aus dem aktiven Militärdienst aus.
Er wurde zum 1. Januar 1897 zunächst Nachfolger des am 23. November 1896 verstorbenen Charles Staveley als Colonel des Essex Regiment. Er wurde allerdings bereits am 11. Mai 1897 auf diesem Posten durch Lieutenant-General John Jocelyn Bourke abgelöst, während er selbst Colonel der Seaforth Highlanders (Duke of Albany’s Own, Ross-shire Buffs) wurde. Den Posten als Colonel der Seaforth Highlanders übte er bis zu seinem Tode aus, woraufhin Major-General Mostyn de la Poer Beresford am 8. März 1907 sein Nachfolger wurde.

### Ehe und Nachkommen
Aus seiner am 18. November 1858 geschlossenen Ehe mit Jane Black gingen vier Töchter und zwei Söhne hervor:
- Margaret Frances Alison († 1940) ⚭ 1884 Sir Charles Walker Robinson (1836–1924), Major-General der British Army;
- Elizabeth Glencairn Alison († 1926) ⚭ 1892 Douglas John Gaisford († 1940), Lieutenant-Colonel der South Wales Borderers;
- Geraldine Eugenie Alison († 1934) ⚭ 1893 Julian Alleyne Baker († 1922), Rear-Admiral der Royal Navy;
- Florence Jane Alison († 1950) ⚭ 1901 Louis Samuel Hyde Baker († 1931), Lieutenant-Colonel der Indian Army;
- Sir Archibald Alison, 3. Baronet (1862–1921) ⚭ 1888 Georgina Sarah Ann Bond-Cabbell;
- Randal Frederick Alison (1864–1897), Captain der Seaforth Highlanders.

Sein Sohn Archibald Alison erbte bei seinem Tod 1907 den Titel als 3. Baronet.